# بانیونه
بانیونه (به ایتالیایی: Bagnone) یک کومونه در ایتالیا است که در استان ماسا-کارارا واقع شده‌است.

## خصوصیات
بانیونه ۷۳٫۸ کیلومترمربع مساحت و ۱٬۹۴۵ نفر جمعیت دارد.